# János Flesch
János Flesch (Budapest, 30 settembre 1933 – Whitstable, 9 dicembre 1983) è stato uno scacchista ungherese.

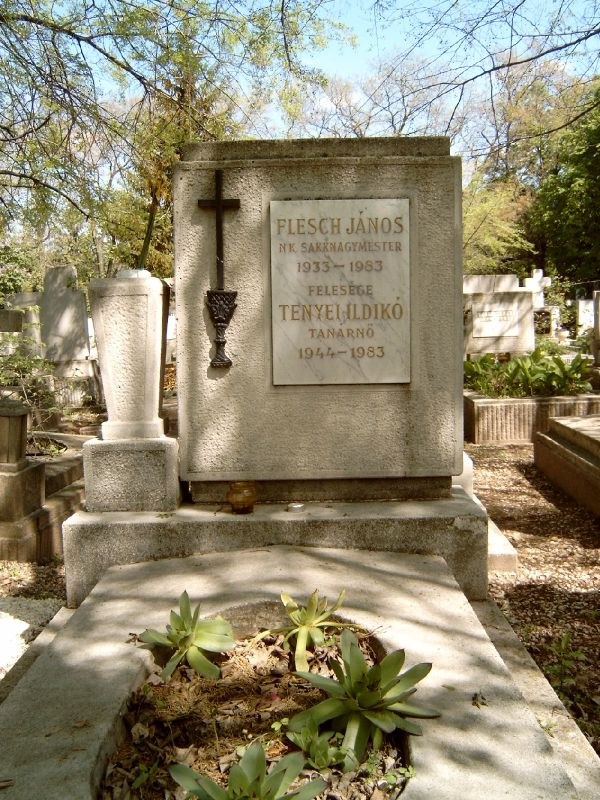
1983

È noto per aver rivendicato il primato mondiale di partite simultanee alla cieca quando affrontò 52 avversari in una esibizione a Budapest nel 1960. Tuttavia, tale primato non gli venne riconosciuto perché gli fu apparentemente consentito di consultare i referti delle partite.

## Carriera e stile di gioco
Flesch conseguì il titolo di Maestro Internazionale nel 1963 e quello di Grande maestro onorario nel 1980.
Rappresentò l'Ungheria nelle Olimpiadi degli scacchi del 1964 a Tel Aviv conquistando il quarto posto. Partecipò inoltre al Campionato a europeo a squadre del 1965 ad Amburgo.
Dal 1967 svolse l'attività di maestro e allenatore di scacchi.
Morì insieme alla moglie Ildikó Tenyei in seguito ad un incidente automobilistico a Whitstable nel 1983.
János Flesch era un giocatore d'attacco che assumeva diversi rischi in partita per sviluppare uno stile di gioco creativo. Usava spesso i sacrifici per ottenere l'iniziativa. In molte delle sue migliori partite vinse con un attacco brillante contro il re avversario.
Alcune partite notevoli:
- János Flesch – Michail Tal', Miskolc 1963  Difesa siciliana B50 (1/2-1/2)
- János Flesch  – Hrumo, Budapest 1960  Gambetto di re (1-0)
- János Flesch  – Viktor Korčnoj, Belgrado 1964  Difesa siciliana B30 (1-0)
- János Flesch  – Svetozar Gligorić, Belgrado 1964  Apertura Reti A07 (1/2-1/2)
- Boris Spasskij  – János Flesch, Tel-Aviv 1964  Gambetto di donna rifiutato D57 (1/2-1/2)

## Opere
- János Flesch, The Morra (Smith) Gambit, Dharma Books, 1981, ISBN 0-7134-2188-6.
- János Flesch, Planning in Chess, B.T. Batsford, 1983, ISBN 0-7134-1597-5.
- János Flesch, Halboffene Spiele für jedermann, Frackh/Rattman, 1984, ISBN 3-440-05290-7.
- János Flesch, Egon Varnusz, Tibor Florián, Sakkvilagbajnoksag 1976: Manila, Biel, Varese, Sport, 1984, ISBN 963-253-314-3.